# Apinac
Apinac là một xã trong tỉnh Loire miền trung nước Pháp.